# Alberto Martínez
Alberto Martínez Navarro (ur. 22 lutego 1988) – hiszpański zapaśnik walczący w stylu wolnym. Zajął 42. miejsce na mistrzostwach świata w 2011. Szesnasty na mistrzostwach Europy w 2012. Siedemnasty na igrzyskach europejskich w 2015. Brązowy medalista mistrzostw śródziemnomorskich w 2015 roku. Zajął 26. miejsce na Uniwersjadzie w 2013, jako zawodnik University of Murcia w Murcji.